# José Vicente Barbosa du Bocage
José Vicente Barbosa du Bocage (Funchal, 2 de maio de 1823 – Lisboa, 3 de novembro de 1907) foi um zoólogo, político e professor português. Ele atuou como professor de zoologia e diretor do Museu Nacional de História Natural e da Ciência no Instituto Politécnico de Lisboa onde desempenhou um papel significativo no desenvolvimento das coleções e da pesquisa zoológica em Portugal. O trabalho científico de Bocage levou à descrição de inúmeras espécies, especialmente da fauna portuguesa e africana. Bocage publicou extensivamente sobre taxonomia, avançando o conhecimento zoológico em Portugal e dos seus territórios ultramarinos.
Bocage ocupou cargos públicos, incluindo o de Ministério da Marinha e Ultramar. Ele esteve envolvido em políticas coloniais e geográficas, cofundando a Sociedade de Geografia de Lisboa e representando Portugal na Conferência de Berlim, onde defendeu as reivindicações portuguesas na África. As suas contribuições à ciência e à administração colonial de Portugal são homenageadas nos nomes de várias espécies, como dois lagartos e duas espécies de aves.

## Biografia
José nasceu em 2 de maio de 1823, no Funchal, Portugal, na família Du Bocage, de ascendência francesa. O seu pai, João José Barbosa du Bocage, era cadete do exército, mas emigrou para o Brasil em 1830 devido à sua oposição ao regime absolutista do rei Miguel I de Portugal. A família reuniu-se no Rio de Janeiro, onde o tio materno de Bocage, José Ferreira Pestana, tinha estabelecido uma escola na qual ambos os pais de José ensinavam. Após a vitória da causa liberal em 1834, a família retornou ao Funchal, onde João José atuou como oficial de alfândega.
Em 1839, José matriculou-se na Universidade de Coimbra, inicialmente estudando matemática e depois medicina. Graduou em 1846 com o grau de licenciatura em medicina. Durante a Guerra da Patuleia, ele integrou o batalhão académico, apoiando a causa liberal. Após a guerra, ele estabeleceu uma prática médica em Lisboa e foi nomeado para o Hospital de São José. No entanto, logo mudou o seu foco para a zoologia. Nesse mesmo ano, casou-se com Teresa Roma, com quem teve um filho, Carlos Roma du Bocage.

### Zoologia
Bocage iniciou sua carreira acadêmica em 1849, ao ser nomeado professor substituto de zoologia no Instituto Politécnico de Lisboa. Em 1851, ele tornou-se professor titular, dedicando mais de 30 anos ao ensino de zoologia e à organização da pesquisa científica na instituição, que mais tarde foi integrada à Faculdade de Ciências da Universidade de Lisboa.
Em 1858, Bocage foi nomeado diretor científico e curador de zoologia do Museu Nacional de História Natural e da Ciência, parte da Escola Politécnica. Sob a sua liderança, o museu tornou-se uma instituição central para o estudo e classificação da fauna de Portugal e de suas colônias. Ele encarregou-se de organizar as coleções zoológicas do museu com uma política de aquisição criteriosa, priorizando espécimes que preenchessem lacunas em grupos taxonômicos específicos, em vez de expandir a coleção indiscriminadamente.
Bocage publicou numerosas obras sobre classificação de espécimes, desempenhando um papel fundamental na estruturação das coleções do museu e no avanço da taxonomia portuguesa. O seu foco principal era a fauna de Portugal e das suas colônias africanas, especialmente Angola. Ele trabalhou em estreita colaboração com coletores de campo, como José de Anchieta, que contribuiu com extensas coleções de Angola.
Ao longo de sua carreira, Bocage publicou 177 artigos científicos e descreveu aproximadamente 100 novas espécies, concentrando-se na classificação de mamíferos, aves, répteis, anfíbios, insetos e esponjas. As suas colaborações científicas estenderam-se internacionalmente, incluindo o Museu de História Natural de Paris, onde ele obteve coleções em troca de espécimes portugueses tomados durante a invasão napoleônica da Península Ibérica. Em 1875, Bocage cofundou a Sociedade de Geografia de Lisboa e foi presidente de 1877 a 1883. As suas contribuições para a zoologia portuguesa foram reconhecidas em 1905, quando o museu foi renomeado em sua homenagem por decreto governamental.

### Política
Bocage teve uma ativa participação na vida pública e política. Ele afiliou-se ao Partido Regenerador, um partido político em Portugal, e foi eleito deputado pelo município de Montemor-o-Novo em 1879. Ele atuou em comissões de Instrução Pública, Saúde, Negócios Estrangeiros e Territórios Ultramarinos, defendendo uma política de colonização estruturada e apoiando o conhecimento geográfico e a expansão portuguesa na África.
Em 1881, Bocage foi nomeado par do reino e, posteriormente, serviu como Ministro da Marinha e Ultramar no governo de Fontes Pereira de Melo. O seu mandato foi marcado por importantes avanços na política colonial portuguesa, incluindo o estabelecimento de uma linha regular de vapores entre Lisboa e Moçambique. Bocage ajudou a organizar a Conferência de Berlim, que definiu princípios para as reivindicações territoriais na África. Ele defendeu o controlo português de territórios que conectassem Angola e Moçambique, visão parcialmente articulada no Mapa Cor-de-Rosa, embora posteriormente contestada pelos interesses britânicos.

## Honras
Bocage recebeu várias honrarias, incluindo a Ordem Militar de Sant'Iago da Espada de Portugal, a Cruzes do Mérito Naval de Espanha, a Ordem de Francisco José da Áustria, a Ordem da Rosa do Brasil e o título de oficial da Legião de Honra da França. Em 1903, a Sociedade de Geografia de Lisboa realizou uma cerimônia em sua homenagem, na qual o rei Carlos I de Portugal o condecorou com uma medalha de honra em reconhecimento às suas contribuições para a ciência e a nação portuguesa.

## Taxa em sua homenagem
Bocage é homenageado nos nomes científicos de várias espécies. Entre os répteis, os lagartos, lagartixa-de-bocage e trachylepis bocagii levam o seu nome. Além disso, duas espécies de aves são nomeadas em sua honra: o beija-flor-de-bocage e o shheppardia bocagei.

## Obras seleccionadas
- "A ornitologia dos Açores", Jorn. Scien. Math. Phys. Natur 1: 89-92, 1866.
- "Natural history of the Azores by F. Du Cane Godman, London 1870", Jorn. Scien. Math. Phys. Natur 4: 279-280, 1873.
- Aves das possessões portuguesas d'África occidental que existem no Museu de Lisboa, da 1.ª à 24.ª lista, 1868 a 1882
- Lista dos répteis das possessões portuguesas d'África occidental que existem no Museu de Lisboa, 1866
- Notice sur un batracien nouveau du Portugal, 1864
- Diagnose de algumas espécies inéditas da família Squalidae que frequentam os nossos mares, 1864
- Peixes plagiostomos, 1866
- Ornithologie d'Angola, 1881 and 1877
- Herpethologie d'Angola et du Congo, 1895.